# Langònha
Langònha (en francès Langogne) és un municipi francès situat al departament del Losera i a la regió d'Occitània.